# Fortaleza de Derbente
A Fortaleza de Derbente  é uma fortaleza que faz parte do sistema defensivo Muro do Cáucaso, que protegia os povos da Transcaucásia e da Ásia Ocidental contra invasões de nômades do norte, contornando as montanhas do Cáucaso, ao longo da costa do Mar Cáspio. O sistema incluía muralhas da cidade, a cidadela (Naryn-kala), muralhas do mar e a muralha da montanha de Dag-bar. Localizada na cidade de Derbente, é patrimônio mundial da UNESCO.

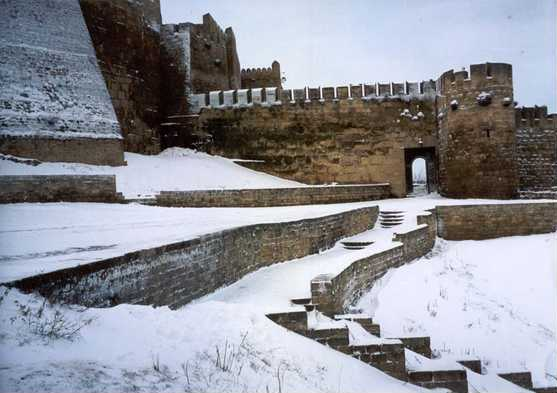
Fortaleza de Derbente

## A fortaleza
A fortaleza possuí 700 m de comprimento e é composta de calcário na parte superior apoiado em argamassa. A altura das paredes varia de 6,5 m a 20 m, espessura vai até 3,5 m. O caminho ao longo da costa é bloqueado por duas muralhas paralelas da fortaleza ao lado da cidadela, a oeste, saindo no mar no extremo leste, impedindo que a fortaleza fosse circundada em águas rasas, formando um porto para navios. No final do século VI, o nível do mar Cáspio caiu, o que explica o alongamento da parede no mar. Entre as paredes espaçadas há um vão que varia de 350 m a 450 m, onde fica a cidade medieval de Derbente.
Apesar de sua idade, a fortaleza desempenhou um papel defensivo crucial por séculos. Os novos proprietários a reconstruíram e hoje a estrutura revela em detalhes o passado da região.

## História
A fortaleza foi construída no século VI, por ordem do xá sassânida Cosroes I (r. 531–579). Ela bloqueou uma passagem estreita (3 km) entre o mar e as montanhas, razão pela qual qualquer expansão dos estados vizinhos começava com tentativas de apreender a cidade e a fortaleza. Desde 735, Derbente e Naryn-Kala se tornaram o centro militar e administrativo do califado árabe no Daguestão, bem como o maior porto comercial e o centro da propagação do Islã na região. No século XIV, Derbente caiu sem resistência a Tamerlão, que perto de Nizhny Dzhulat, juntou-se à batalha com Toquetamis. Como resultado da campanha do Cáspio, a cidade de Derbente tornou-se parte do Império Russo.
Após a formação da região do Daguestão em 1860, o centro administrativo mudou-se para Temir Cã Xura (agora a cidade de Buynaksk), e após 1867 a fortaleza de Derbente foi abolida. Em 1870, o general Komarov ordenou a demolição de uma seção de quase meio quilômetro, facilitando a comunicação entre a fortaleza e a parte da cidade que havia crescido atrás do muro sul.